# Числовая линия
Числовая линия — это ментальная карта чисел, автоматически и непреднамеренно появляющаяся, когда человек, ею обладающий, думает о числах. Числа появляются в определенных местах в пространстве, и эти места могут быть различными у разных индивидуумов. Числовая линия была впервые описана сэром Фрэнсисом Гальтоном в его работе «Видения здравомыслящих людей» (Galton 1881a). Позднее исследование идентифицировало числовую линию как форму синестезии (Seron, Pesenti & Noël, 1992; Sagiv et al., 2006).

## Нейрологический механизм
Предполагается, что числовая линия — это результат перекрестной активации участков в теменной доле, которая отвечает за распознавание чисел и в угловой извилине, которая отвечает за восприятие пространства (Ramachandran & Hubbard, 2001; Hubbard et al., 2005). Поскольку области, обрабатывающие числовое и пространственное представление, находятся рядом, то данное обстоятельство может вносить свой вклад в усиленную перекрестную активацию. По сравнению с несинестетами, синестеты показывают большую амплитуду показателя P3b (компонента вызванного потенциала) в отношении раздражителей, которыми выступают месяцы, но схожие отклики показателей N1 (один из видов зрительного вызванного потенциала) и P3b, в отношении раздражителей, которыми выступают стрелочки (← или →) и слова (право или лево)(Teuscher et al., 2010).

## Изучение времени реакции
Исследования времени реакции показали, что синестеты с данной формой синестезии быстрее отвечают на вопрос, какое число из двух данных больше, когда числа расположены способом, совпадающим с их числовой линией. Считается, что в таком случае числовая линия пробуждается автоматически (Sagiv et al., 2006; Piazza, Pinel & Dehaene, in press). Это может рассматриваться как пространственный вариант эффекта Струпа, в котором окружение не относится к задаче, но может замедлить деятельность, несмотря на его несоответствие. Факт, что синестеты не могут пренебрегать пространственным расположением чисел, демонстрирует, что числа автоматически вызывают ощущение в области пространства. Время реакции для правильных сигналов меньше, чем для неправильных (стрелочки и слова), но среди синестетов разница во времени отклика для месяцев больше, чем эта разница у несинестетов (Teuscher et al., 2010).

## Различия с числовой осью
Такая числовая линия отличается от бессознательной числовой оси, которая есть у всех нас, тем, что она: 1) сознательна; 2) идиосинкразийна (см. изображение); 3) стабильна в течение всей жизни. Хотя эта форма синестезии не изучалась так плотно, как графемно-цветовая синестезия, Э. Хаббард и его коллеги заявляли, что в данном случае могут иметь место похожие нейрологические механизмы, хотя и задействованные в других областях мозга (Hubbard et al., 2005). Должны быть проведены дополнительные исследования, чтобы проверить эту гипотезу.